# 명나라의 경제

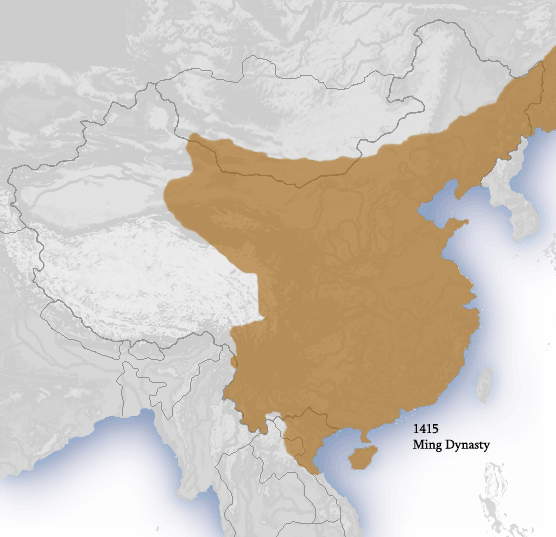
1415년 당시의 명나라

명나라의 경제는 당시 세계에서 가장 거대한 규모였다. 명나라 시기는 한나라와 당나라 시기와 함께 중국 역사상 가장 번영했던 시기들 중 하나로 꼽히며, 명나라 때에 상인들이 정치에 미치는 영향이 지대해졌으며, 황제의 권력이 점차 축소되기 시작했고, 수많은 기술적 혁신들이 탄생하였다.

## 화폐
명나라 초기에는 지전, 즉 종이 화폐를 통용시키려 노력하였다. 또한 이와 함께 정부는 해금령을 내려 해외 무역을 금지하여 금은과 같은 국부의 유출을 막으려 노력하였다. 하지만 지전은 대규모 인플레이션과 위조 범죄 때문에 크나큰 벽에 부딪히게 되었고, 1425년에는 지전들이 액면가치의 0.014%에 거래되며 거의 화폐의 신용도가 무너지는 상황에 이르렀다. 결국 지전은 1573년까지는 통용되긴 하였으나 1450년부터는 완전히 아예 지전의 발행이 멈추었다. 명나라 시대에는 금속으로 엽전 또한 주조하여 통용시켰으나 대부분의 무역은 은괴(ingot)로 이루어졌다. 다만 은괴의 순도와 크기가 모두 제각각이었기에, 이는 화폐가 아니라 귀금속으로 취급받았고 '테일'이라는 중국 전통 단위로 계산되었다. 이 은괴는 광둥성에서 처음으로 제작되었고, 1423년까지 양쯔강 이남 지역으로 확산되었다.
15세기 중반에 명의 대외무역 여건이 개선되며 일본에서 생산되는 엄청난 규모의 은이 포르투갈과 네덜란드 상인들을 통하여 명나라로 유입되었고, 남아메리카의 포토시 광산에서 생산되는 막대한 양의 은괴가 스페인 상인들을 통하여 중국으로 유입되면서 명나라 내부에서 유통되는 은의 양이 급속도로 증가하기 시작하였다. 유통되는 은의 양이 점차 늘자 화폐경제가 발달하고 내부 무역이 크게 번성하기 시작하였다. 이로 인해 당시 명나라에서는 은본위 화폐제가 활성화되기 시작하였으며, 1465년에 이르러서는 지방에서 세금을 은으로 걷기 시작할 정도로 충분한 양의 은이 민관에 공급되어 있었다. 1475년에는 소금세도 은으로 걷기 시작하였으며, 10년 후부터는 부역 면제에 필요한 세금도 은으로 걷으며 은본위 화폐제가 완전히 정착된 모습을 보여주었다. 명나라 후기에 이르러서는 경제가 크게 발달하고 무역이 번성하였으며, 내부에서 유통되는 은의 양도 세계의 다른 지역들에 비하여 압도적으로 풍부하였다. 당시 영국의 상인들이 1만 파운드의 은을 엄청난 양의 재물로 취급하였던 반면, 당대 명나라의 상인들은 몇 백만 테일의 가치를 가진 은괴들을 사용하여 무역을 할 정도였다.
하지만 명나라의 은본위화폐제도 17세기 들어 난항을 겪게 되는데, 이는 펠리페 4세가 스페인의 남아메리카 식민지와 중국과의 교역을 금하고, 같은 시기에 새로 성립된 도쿠가와 막부가 일본의 해외 무역을 거의 차단함에 따라 중국 국내로 유입되는 은의 양이 급격히 감소했기 때문이었다. 이로 인하여 명나라 내에 있는 은의 유동성은 급격하게 하락하였고, 얼마 지나지 않아서 대부분의 지방들에서 은을 세금으로 내는 것이 불가능하게 되었다. 이 상황이 워낙 급격히 악화되었기에, 명 조정은 이자성의 반란 도중 일시적으로 옛날에 폐지했던 지전의 발행을 재개했을 정도였다.

## 제조업
자영업화

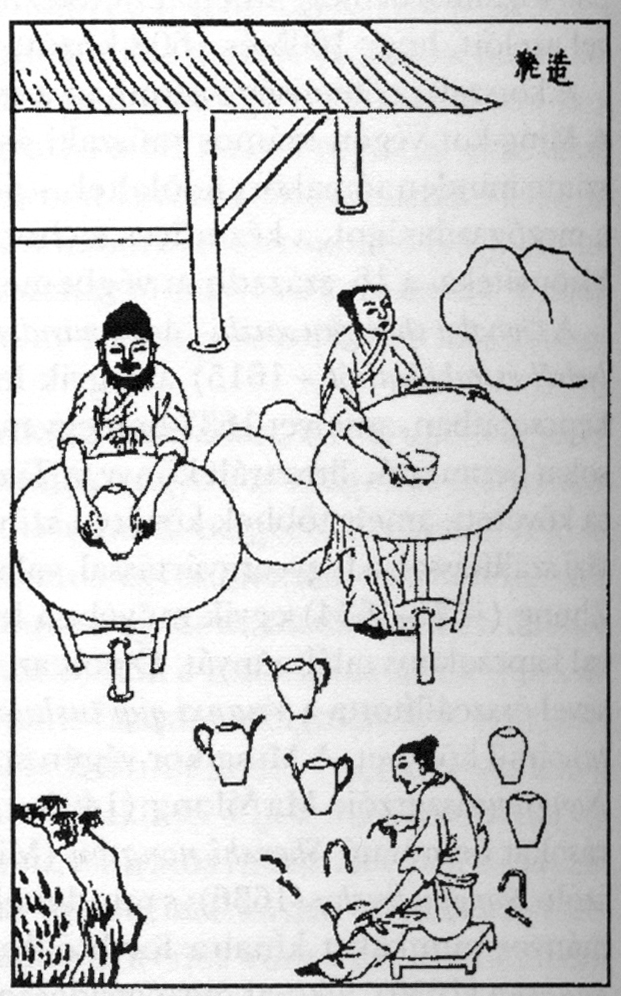
명나라 시기의 도자기 공장

명나라 시기 제조업의 두드러진 특징은 바로 '자영업화'이다. 마찬가지로 경제가 융성했던 송나라 시대에는 국가가 제조업을 통제, 관리하였던 반면, 명나라 정부는 한나라가 사용했던 정책을 사용하여 차 산업과 소금 산업을 민영화시켰고, 이는 자영업자, 민간 자본들이 크게 늘어나는 계기가 되었다. 이로 인하여 명나라 중대에는 제조업을 통하여 막대한 부를 쌓은 상인계층들이 생겨나 중국의 경제 산업을 좌우하였다.
임금 노동자의 등장
명나라 정부는 전대 왕조들에서 사용했던 일종의 강제 노동 정책을 폐기하고, 이를 임금 노동으로 대체하였다. 이로 인하여 임금 노동자라는 새로운 계층이 사회에 등장하게 되었는데, 당시 징더현 한 지방에서만 거의 300여개에 달하는 도자기 공장들이 있었고, 이 공장들 모두가 임금 노동자로 이루어졌을 정도였다.

## 농업
명나라가 원나라와 몽골족을 몰아내며 수많은 혼란과 전쟁들이 빚어졌고, 이는 결국 중국 전체 농업 생산력의 하락으로 이루어지게 되었다. 이로 인하여 홍무제는 재위 초기부터 농업을 중흥할 것을 천명하였고, 막대한 투자를 하였다. 이때에 세금을 생산물의 30분의 1로 줄였고, 나중에는 특히 농업 생산물에 붙는 세금을 1.5%로 줄여주었다. 이뿐만 아니라 농부들도 새로운 기술 혁신들을 통해 생산량의 극대화를 꾀했는데, 특히 수력을 사용한 물레방아나 윤작을 도입하는 등 새로운 농사법들을 도입하거나 개량시켰다. 이덕분에 생산된 막대한 양의 잉여 생산물들은 후에 명나라의 경제 발전에 지대한 영향을 끼치게 된다.
상품작물 대량재배
명나라 시기에는 지방의 기후나 특성에 맞는 특수한 상품작물들을 농사짓는 거대한 규모의 대농장들이 등장하기 시작하였다. 차, 과일 등과 같은 수많은 상품 작물들이 이 농장들에서 쏟아져 나왔고, 이 때 형성된 상품 작물 농장들은 청나라 시기까지 이어져 그 지방만의 특산물로 여겨지게 되었다. 나중에는 아메리카 대륙에서 들어온 작물들, 예를 들어 옥수수나 감자와 같은 작물들이 재배되기 시작한 것도 바로 이때이다. 식량 생산이 늘어나고 사회가 풍요로워지기 시작하자, 사람들은 점차 농업을 포기하고 예술공이나 장인의 길을 택하게 되었다. 이로 인해 문화에도 급격한 발전이 있었으며, 또한 인구 부양력의 증대로 인하여 인구도 급증하여 1억 6천만 명에서 약 2억명으로 늘었다.
지방 시장
명나라 시기의 농업 기술이 변하게 되었다. 첫째로 상품 작물의 특별화로 급격히 늘어나면서 새로운 시장 경제의 출현이 대두되었고, 두번째로 수력으로 움직이는 농기구 등 다양한 도구와 기구들이 개량되고 발전되었다. 이와 같이 농업 기술이 발전하며 중국의 사회도 전반적으로 크게 변화를 겪게 되었다. 송나라와 한나라 시기에는 스스로 농사지어 자급자족하는 농민들이 더 큰 이익을 보았을지도 모르지만, 명나라 시기에는 오히려 거래와 무역을 통해 상품들을 거래하는 것이 더 이익이 된 것이다. 게다가 인구 증가와 농경지의 감소로 인하여 상품들의 거래는 선택이 아닌 필수로 등장하였으며, 이와 같은 변화는 대도시뿐만 아니라 산간 벽지들에서도 물물교환이나 화폐를 이용한 거래들을 활성화를 불러일으키게 되었다.
중국에서 새로이 등장한 시장의 유형은 농촌에서 생산된 작물들이 도시에서 판매되는 시장이었다. 대규모의 토지를 시골에 소유한 지주들이 도시에 거주하면서, 소작인들이 낸 소작료를 받아 그 돈으로 도시에서 거래와 생활 등을 하는 것이다. 혹은 농촌에서 대규모로 농산물들을 떼어와 도시에 판매하는 상인들도 우후죽순으로 생겨나게 되었다. 또다른 시장의 유형은 바로 나라의 개최로 열리는 시장이었다. 이 시장은 송나라 때 처음으로 나타났지만 명나라 때에 더더욱 그 위상이 강화되었다. 이 시장에서는 다양한 제품들이 팔렸는데, 시장 밖에서 생산된 물품 뿐만 아니라 시장에서 곧바로 생산 가능한 서비스 상품이나 유흥 산업들도 크게 성장하였다.

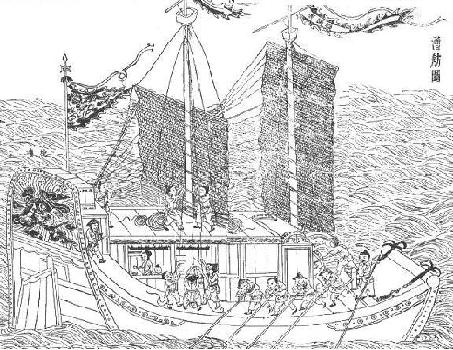
1637년 당시 명나라 상선

## 무역 및 투자
명나라 초기에 홍무제가 몽골족을 쫓아낸 직후, 황제는 농업이 국가의 근본이라고 명시하며 상업에 엄격한 규제를 물렸다. 하지만 홍무제가 사망한 이후, 상업은 점차 그 어떤 산업들보다도 중요한 산업으로 떠오르기 시작했고, 대부분의 규제들은 후대 황제들에 의해 거의 사라지게 되었다. 명나라 후기에 이르러서는 거의 상업 규제는 없어지다시피 하였고, 나라의 주권이 부유한 상인계급에 의해 좌지우지되기 시작하였다.
명나라는 일본과 유럽과도 무역을 활발히 하였는데, 유럽의 학자 요세프 니드햄이 추정한 결과에 의하면 300만 테일에 달하는 은이 중국으로 끊임없이 유입되었으며, 이 가치는 현재 금액으로도 거의 22조원에 해당하는 금액으로, 당시에는 이를 훨씬 능가하는 가치를 가지고 있었다. 명나라는 유럽에서 은뿐만 아니라 다양한 종류의 화기들도 함께 수입하여 군대 장비들이 노후화되지 않도록 만전을 기했다.
무역과 상업이 명나라 때에 크게 번성하였는데, 이는 명나라 정부가 수로, 운하, 도로들을 나라 곳곳에 깔아 상품과 물자의 운송이 편리한 환경을 만들어준 것과도 연관이 깊다. 이 때 거대한 상인 가문들이 나타나기 시작하였으며, 상인 계급과 부르주아 계급들이 대규모로 만들어졌다. 몇몇 상인 가문들은 심지어 3천만 테일에 달하는 재산을 가지고 있을 정도였는데, 이는 일반적인 왕부의 재산을 크게 상회하는 양이었다.
당시 유럽 국가들은 중국에서 생산되던 비단과 도자기를 갖고 싶어했으나, 중국인들이 매력을 느낄만한 상품은 갖고 있지 못하였기에 어쩔 수 없이 은을 사용하여 이를 일방적으로 사올 수 밖에 없었다. 스페인인들은 남아메리카의 포토시 광산에서 생산된 은을 가지고 이 무역을 계속하였으며, 광산은 200년동안 40,000톤에 달하는 은을 생산하였다. 일본과 남아메리카에서 생산된 은의 대부분은 결국 중국으로 빨려들어갔다. 1800년대에 멕시코와 페루에서 전세계 은의 80%를 생산하였는데, 이 중 30%가 모두 중국으로 유입되었다. 16세기 후반과 17세기 초에 일본에서 생산된 은들도 대다수가 중국으로 유입되었고, 미국에서 생산된 은들도 대다수가 태평양을 건너 중국의 상품에 지불한 상품대금으로 쓰여졌다. 주로 중국과 일본, 서양 세력들 간의 상품 무역은 필리핀과 같은 동남아시아에서 이루어졌으며, 특히 필리핀의 마닐라에서 무역이 가장 성행하였다.
조세 제도
명나라의 세율은 타 지역에 비하면 낮은 편이었다. 농업 생산물에 부과된 세금은 그저 30분의 1에 그쳤으며, 이마저도 나중에 가서는 50분의 1로 줄어들었다. 상업에 부과된 세금은 처음에는 30분의 1이었다가, 나중에는 1.5%로 내려앉았다. 이와 같은 낮은 세율은 무역과 경제를 크게 발전시켰으나, 결과적으로는 중앙정부의 힘을 약화시키는 결과를 낳았다. 특히 소금세는 중국 역사상 왕조들의 가장 주요한 수입원들 중 하나였으나 명나라가 이를 민영화시킴에 따라 크게 세입이 줄어들게 되었다. 이 때문에 17세기에 기후가 급격히 악화되며 세입이 추락하자, 명나라의 재정은 적자를 이어갔고 나중에는 수많은 병사들이 밀린 급료와 대우에 불만을 품고 반란을 일으킬 정도였다.
정부의 약화
명나라 시기 동안 정부의 시장 통제 능력은 점차 줄어들었다. 소금과 철에 대한 국가의 통제력은 완전히 사라져 민간에 넘겨졌고, 이말고도 다른 산업들도 대다수 민영화되었다. 중국 역사상 세율은 원나라 시기에 가장 크게 줄어들었고, 이와 같은 기조는 명나라 시기까지 이어져 명나라는 당시 세계에서 가장 1인당 부담 세율이 적은 나라였다. 명나라는 매년 300만 테일이 넘는 무역을 하였으나, 정부가 이 무역에서 거둬들이는 세입은 40,000테일 정도뿐이었다. 이를 보다못한 만력제가 소금세를 올려 적자를 메우려 했으나, 지방 관리들이 중앙에서 내려보낸 조세원의 목을 잘라버리는 등 워낙 그 반발이 심하여 철회할 수 밖에 없었다.
자본주의의 등장
자본과 투자금들은 토지에서 벗어나 벤처 사업들에 새롭게 투자되기 시작했다. 이같은 기조는 송나라 때부터 내려온 것이고, 명나라의 투자자들은 새로운 사업들에 끊임없이 자본들을 투자했고, 이를 통해 막대한 이익들을 챙겼다. 대다수의 중국학자들은 '자본주의'가 싹트기 시작한 시기가 바로 명나라였는데, 이 새싹이 청나라 시기에 들어 잘라져 버렸다고 비판하고 있다. 이 주장은 마오쩌둥의 사상을 추종하는 학자들에 의해 대대적으로 떠올랐으며, 중국 학계가 만주족이 세운 청나라가 중국을 망쳐놓았다고 주장하는 계기가 되었다.

## 같이 보기
- 명나라